# Un professore
Un professore è una serie televisiva italiana trasmessa in prima serata su Rai 1 dall'11 novembre 2021.
La serie è in parte basata sul format della serie catalana Merlí. È diretta da Alessandro D'Alatri nella prima stagione, da Alessandro Casale nella seconda stagione e da Andrea Rebuzzi nella terza stagione, prodotta da Rai Fiction in collaborazione con Banijay Studios Italy ed ha come protagonista Alessandro Gassmann.

## Trama

### Prima stagione
Dante Balestra è il nuovo professore di filosofia del liceo scientifico Leonardo Da Vinci di Roma, dove è tornato dopo otto anni di assenza per stare con il figlio, Simone, ora che Floriana, la sua ex moglie, sta per trasferirsi a Glasgow. Affascinante e fuori dagli schemi, il professore prende una classe al liceo Leonardo Da Vinci dove applica il suo metodo d'insegnamento anticonformista e instaura un rapporto molto particolare con i suoi alunni, tra cui proprio Simone. Ma il suo modo di fare porta presto a confondere la vita privata con la vita professionale e il ritorno dal passato di Anita, una sua vecchia conoscente e madre di Manuel, la "pecora nera" della classe, rende le cose ancora più complesse.

### Seconda stagione
Il professor Dante Balestra è ormai una presenza imprescindibile nella vita dei suoi studenti, tra cui c'è anche suo figlio Simone. Il cuore pulsante della serie resta il liceo Leonardo Da Vinci con la classe frequentata da Simone e Manuel (figlio di Anita) dove Dante, con il solito piglio anticonformista e geniale, utilizza la filosofia per aiutare i ragazzi a risolvere i loro problemi, tra amori complicati, genitori invadenti, sogni a occhi aperti e speranze infrante.
Nell'allegro caos della classe, all’appello rispondono ragazzi che conosciamo (Luna, Matteo, Laura) ma anche volti nuovi, come Nina, una ragazza di origini polacche che nasconde un percorso di vita complicato, Rayan, promessa del calcio arrivato dall'Africa e più interessato al pallone che allo studio, Viola, ragazza disabile dal carattere impossibile, e infine Mimmo, ex studente di Dante finito in carcere minorile, che il professore è riuscito a far affidare in semilibertà proprio alla biblioteca della Leonardo Da Vinci.

### Terza stagione
È l’anno della maturità per la 5°B e, mentre gli esami si avvicinano, tutti cercano di capire cosa fare del futuro. Il prof Balestra è sempre lì, con la filosofia come bussola, ma la sua vita resta un gran caos: costretto a traslocare con Simone da nonna Virginia, Dante deve fare i conti con un figlio arrabbiato, una storia d’amore mai davvero finita e un passato che bussa alla porta sotto forma di Leone, ex allievo ora collega che riporta nella vita del professore un mistero legato ad Alba, ex alunna dall’esistenza travagliata. Oltre ad Anita, nuova supplente di inglese, a scuola arriva anche Irene, nuova preside nonché madre dell’adolescente ribelle Greta. Proprio lei, insieme ai neoarrivati Thomas e Zeno, scuoterà l’equilibrio della classe e si unirà al viaggio verso la maturità di Viola, Nina, Matteo, Laura, Luna, Simone e Manuel.

## Episodi
| Stagione         | Episodi | Prima TV |
| ---------------- | ------- | -------- |
| Prima stagione   | 12      | 2021     |
| Seconda stagione | 12      | 2023     |
| Terza stagione   | 12      | 2025     |

## Personaggi e interpreti

### Personaggi principali
- Dante Balestra (stagione 1-in corso), interpretato da Alessandro Gassmann. È il professore di filosofia della 3°B. Uomo bizzarro, eccentrico e donnaiolo, ma di buon cuore, si prende molta cura dei ragazzi della sua classe e non si tira indietro dall'affrontare anche i casi considerati più complicati. Non ha un buon rapporto con suo figlio Simone a causa della lunga assenza. Nel finale della prima stagione, a causa di una foto trovata da Simone, è costretto a rivelare al figlio un segreto scioccante: Simone aveva un fratello gemello, Jacopo, morto a soli 3 anni per una meningite. Nonostante un'iniziale reazione furiosa da parte di Simone, i due riescono a riconciliarsi. Nel corso della seconda stagione deve affrontare, oltre a vari problemi della vita privata, anche un problema di salute causato da una malformazione arterio-venosa. Posto davanti ai sintomi derivati dalla malattia e ai possibili rischi psichici e motori derivanti da un'operazione chirurgica, Dante si trova costretto a dover scegliere se sottoporsi o meno all'operazione. Tradirà Anita con Floriana, salvo poi chiarirsi nel finale di stagione.
- Anita Ferro (stagione 1-in corso), interpretata da Claudia Pandolfi. È la madre di Manuel che Dante aveva conosciuto anni prima in ospedale. Ha cresciuto il figlio da sola; è una donna dolce e un po' malinconica. Grazie alle esperienze all'estero ha una buona esperienza con le lingue. Intreccerà una relazione con Dante e, nella seconda stagione, si trasferirà temporaneamente a Villa Balestra insieme al figlio Manuel. A seguito del ritorno della sua precedente fiamma, Nicola, comincia per lei un periodo di profonda confusione emotiva, nel quale tradisce Dante con lo stesso Nicola. In seguito chiarisce con Dante e ritorna con lui.
- Simone Balestra (stagioni 1-in corso), interpretato da Nicolas Maupas. È uno studente della classe 3ªB e figlio di Dante, con cui ha un rapporto difficile. All'apparenza sembra un ragazzo tranquillo, ma in realtà è molto insicuro e turbato dalla scoperta di nuovi aspetti della sua vita e di se stesso. Dopo aver scoperto di essere omosessuale lascia Laura e i due poi rimangono buoni amici. Quando scopre di avere un fratello gemello defunto, Jacopo, tenta il suicidio, ma viene soccorso da Manuel e Anita. Nella seconda stagione si avvicinerà molto a Mimmo, ex studente di Dante, per poi iniziare una relazione amorosa con lui che sarà però costretto a interrompere a causa dell'entrata nel programma protezione testimoni di Mimmo. Quando Dante deve sottoporsi a un'operazione, affronta la paura di perderlo, arrivando a ubriacarsi. Alla fine, però, si riconcilia con lui dopo il successo dell'operazione.
- Manuel Ferro (stagioni 1-in corso), interpretato da Damiano Gavino. È uno studente ripetente della 3ªB, figlio di Anita. È un ragazzo complicato e turbato ma dotato di grande intelligenza e capacità, all’inizio della serie è fidanzato con Chicca che tradisce con l’architetta Alice e per questo i due litigano spesso e così decidono di lasciarsi. Verrà coinvolto da Sbarra in atti vandalici. Nella seconda stagione si fidanza con Nina, inoltre va a vivere con sua madre a Villa Balestra. Scopre la verità su suo padre scoprendo, così, di essere anche il fratellastro di Viola. Sebbene all’inizio lui e Viola non si sopportino in seguito alla notizia inizieranno ad avvicinarsi e ad avere un rapporto fraterno. Insieme a Nina proverà a fuggire a Parigi con Lilli, la figlia della ragazza, per far sì che i genitori adottivi non la trovino, ma il piano in seguito fallirà.
- Floriana (stagione 1-in corso), interpretata da Christiane Filangieri. È una ricercatrice universitaria nonché madre di Simone ed ex moglie di Dante. In seguito ai continui tradimenti da parte di Dante e, soprattutto, la morte di uno dei loro due figli, Jacopo, il fratello gemello di Simone, deciderà di trasferirsi a Glasgow. Simone, in seguito, la raggiungerà per un breve periodo e lì quest’ultimo farà coming out con lei. Nella seconda stagione, sentendo la mancanza di Simone, tornerà a Villa Balestra per un po’. Durante la permanenza scoprirà del problema di Dante, provando anche a convincerlo ad operarsi; in seguito condivideranno una notte d’amore ma capiranno che è stato un errore e che non torneranno più insieme.
- Matteo (stagioni 1-in corso), interpretato da Davide Divetta. È uno studente della 3ªB. Sorridente e con la battuta pronta, è considerato il più spiritoso della classe, ma dietro questo suo carattere nasconde insicurezze e problemi da affrontare. Nella prima stagione avrà un flirt con Chicca, mentre nella seconda stagione avrà una cotta per Laura, inizialmente non ricambiata, per poi condividere un bacio con lei nel finale di stagione.
- Laura (stagioni 1-in corso), interpretata da Elisa Cocco. È una studentessa della 3ªB. È dolce, colta e intelligente, tanto da essere la migliore della classe. Migliore amica di Luna e, a inizio prima stagione, fidanzata di Simone. Quando Simone la lascerà, fingerà di essere incinta, ma verrà smascherata. Successivamente, i due rimarranno ottimi amici. Si comincerà a scrivere via e-mail con un ragazzo di nome The Pen. In seguito, Simone farà outing con lei, pentendosi, però, subito dopo, e chiedendo a quest’ultima di dimenticare la notizia. Alla fine della prima stagione scopre che The Pen è un suo compagno di classe, Pin, e i due si baceranno. Nella seconda stagione verrà a sapere che Luna ha una relazione con uno conosciuto online e, avvertendo sin da subito il pericolo, andrà insieme a lei all'appuntamento, per controllarla, avvisando anche Dante, il quale, insieme a Simone e Manuel, salverà Luna. Alla fine della seconda stagione si bacerà con Matteo.
- Luna (stagioni 1-in corso), interpretata da Luna Miriam Iansante. È una studentessa della 3ªB. È una ragazza solare ed estroversa, ma molto insicura, nonché migliore amica di Laura. Avrà una cotta per Matteo scoprendo così che lui e Chicca sono andati a letto insieme; questo la porterà a chiudere l’amicizia con lei per poi tornarci amica. Si fidanzerà con un ragazzo di nome Angelo, che si scoprirà essere il figlio del professor Franco De Angelis, per poi essere lasciata. Nella seconda stagione si sente con uno sconosciuto online e, durante il loro appuntamento dal vivo, sarà vittima di una tentata violenza sessuale, ma verrà salvata da Dante, Simone e Manuel, avvisati precedentemente da Laura.
- Monica Altieri (stagione 1), interpretata da Beatrice De Mei. È la nuova studentessa della 3ªB, ha cambiato scuola a causa di un ex fidanzato opprimente. È una ragazza intelligente a cui piace leggere, gentile e educata. Si fidanzerà con Giulio.
- Giulio Palmieri (stagione 1), interpretato da Simone Casanica. È uno studente della 3ªB, piuttosto timido e riservato, è considerato il più serio della classe. È figlio di un ricco avvocato. Nel corso del tempo, riuscirà ad aprirsi e a esprimersi, vincendo anche l'oppressione del padre, e avrà anche una relazione con Monica.
- Chicca (stagione 1), interpretata da Francesca Colucci. È una studentessa della 3ªB, è eccentrica ed energica, vivace e irrequieta, a tratti insicura, nonché molto brava a disegnare. Inizialmente è la fidanzata di Manuel, ma poi i due si lasceranno e lei avrà un flirt con Matteo. Nella seconda stagione viene rivelato che ha cambiato scuola scegliendo il liceo artistico.
- Aureliano (stagione 1), interpretato da Davide Mirti. È uno studente della 3ªB e figlio di Cecilia. È estroverso, allegro e simpatico. S'intrometterà tra Giulio e Monica, tentando invano di conquistare quest'ultima.
- Virginia Villa (stagioni 1-in corso), interpretata da Pia Engleberth. È un'ex attrice teatrale nonché madre di Dante e nonna di Simone. Dirige un laboratorio di teatro presso il liceo Leonardo Da Vinci, insieme al professor Lombardi. Vitale, esuberante, a tratti comica e capace di grande calore umano, da giovane non è stata la madre ideale per Dante, ma ora è la sua più assidua e affettuosa confidente.
- Cecilia (stagione 1), interpretata da Francesca Cavallin. È la madre di Aureliano e rappresentante dei genitori. Separata dal marito, per un breve periodo intreccia una relazione con Dante.
- Giuseppe "Pin" Palombo (stagione 1), interpretato da Alessio De Lorenzi. È uno studente della 3°B che ha abbandonato la scuola per aver subito bullismo, e che Dante cerca di aiutare nel superare le proprie inibizioni. Si scoprirà essere colui che Laura conosceva come The Pen. Nella seconda stagione viene rivelato che si è trasferito a Siena insieme alla madre.
- Domenico "Mimmo" Bruni (ricorrente stagione 1, stagione 2-in corso), interpretato da Domenico Cuomo. È un giovane detenuto dell'Istituto Penale Minorile di Nisida ed ex studente di Dante, a cui è molto affezionato. Estroverso e pieno di vita, conserva intatta la sua dolcezza verso il prossimo nonostante il suo passato. Nella seconda stagione viene trasferito a Roma, dove ottiene la semilibertà e, grazie a Dante, inizia a lavorare come assistente bibliotecario al Liceo e qui conoscerà Simone. I due inizieranno un rapporto molto stretto che si trasformerà in una storia d'amore. In cambio della propria protezione, Molosso costringerà Mimmo a lavorare per lui, prima facendogli ritirare il pizzo e poi coinvolgendolo in un piano per assassinare un uomo. Terrorizzato, Mimmo, spronato da Simone, deciderà di collaborare con la giustizia, denunciando Molosso e i suoi scagnozzi. Tuttavia, a causa di questa scelta che porterà all'arresto di numerosi malavitosi, Mimmo verrà inserito nel programma di protezione testimoni con conseguente cambio di identità e cambio di città.
- Rayan (stagione 2-in corso), interpretato da Khadim Faye. È un ragazzo africano, nuovo arrivato nella classe di Dante. Ha la passione per il calcio e vuole diventare calciatore, in onore di una promessa fatta a suo fratello ormai scomparso. Sembra prendere la vita con leggerezza, ma nasconde una grande profondità. Si fidanzerà con Viola.
- Nina Mazur (stagione 2-in corso), interpretata da Margherita Aresti. È l'altra nuova arrivata della classe, di origine polacca. Ragazza spigliata e amante della lettura. Ha una figlia di due anni, Lilli, che le viene tolta in seguito a un episodio pericoloso, e data a dei genitori affidatari. Si fidanzerà con Manuel.
- Viola Brandi (stagione 2-in corso), interpretata da Alice Lupparelli. È la figlia di Nicola ed è una ragazza molto testarda. Rimasta disabile a seguito di un incidente stradale, si è chiusa in sé stessa facendosi scudo della sua intelligenza vivace. Grazie alle relazioni con i nuovi compagni, in particolar modo con Manuel e Rayan, intraprenderà un percorso di elaborazione ed accettazione della propria disabilità. Si scoprirà essere la sorellastra di Manuel.
- Nicola Brandi (stagione 2-in corso), interpretato da Thomas Trabacchi. È una vecchia fiamma di Anita nonché padre di Viola. È un manager di successo, e proprio questo suo lavoro lo porta a viaggiare molto. Il suo ritorno a Roma porterà scompiglio sia nella vita di Anita e Manuel che nella sua, dato che scoprirà di essere il padre del ragazzo.

### Personaggi ricorrenti
- Felice "Sbarra" Proietti (stagione 1), interpretato da Loris Loddi. È un criminale che gestisce uno sfasciacarrozze e un giro di droga.
- "Zucca" (stagione 1), interpretato da Andrea Giannini. È lo scagnozzo di Sbarra.
- Ettore (stagione 1), interpretato da Paolo Conticini. È una vecchia fiamma di Anita, nonché per un certo periodo il suo datore di lavoro.
- Alice Torresi (stagione 1), interpretata da Margherita Laterza. È una giovane architetta di cui si invaghisce Manuel; è separata dal marito e ha un figlio.
- Marina Girolami (stagione 1-in corso), interpretata da Sara Cardinaletti. È la professoressa di matematica; avrà un breve flirt con Dante per poi essergli solo amica. Sosterrà Luna dopo la tentata violenza subita dalla ragazza.
- Franco De Angelis (stagione 1-in corso), interpretato da Giorgio Gobbi. È il professore di italiano.
- Attilio Lombardi (stagione 1-in corso), interpretato da Paolo Bessegato. È il professore di latino. Piuttosto cinico e severo, molto spesso offende e deride i ragazzi; incarna il professore "all'antica", più interessato a dispensare valutazioni negative e a proporre bocciature piuttosto che avere a cuore l'educazione e la crescita dei ragazzi. Si scontrerà più volte con Dante, dimostrando con evidenza che l'insegnamento non fa per lui. Insieme a Virginia dirigerà un laboratorio di teatro all'interno della scuola.
- Lino Battaglia (stagione 1), interpretato da Andrea Preti. È il professore di educazione fisica.
- Grazia Morelli (stagione 1-in corso), interpretata da Francesca Romana De Martini. È la professoressa di arte nonché moglie di Franco De Angelis.
- Professoressa Stagno (stagione 1-in corso), interpretata da Francesca Farcomeni. È la professoressa di scienze.
- Professoressa Testa (stagione 1-in corso), interpretata da Valentina Illuminati. È la professoressa di inglese.
- Egidio (stagione 1-in corso), interpretato da Flavio Domenici. È il simpatico bidello della scuola.
- Pantera (stagione 1-in corso), interpretato da Mirko Frezza. È un poliziotto dell'anticrimine nonché amico di vecchia data di Dante.
- Agata Smeriglio (stagione 1-2), interpretata da Federica Cifola. È la preside della scuola, vecchia amica di Dante.
- Molosso (stagione 2), interpretato da Pio Stellaccio. Un boss camorrista compagno di cella di Mimmo. Costringerà Mimmo a ritirare il pizzo, approfittando della semilibertà del ragazzo.
- Ernesto Poggi (stagione 2), interpretato da Andrea Verticchio. È un bullo di quinta che finisce in coma dopo essere stato attaccato da Mimmo, nel tentativo di quest'ultimo di difendere Simone da un'aggressione omofoba.
- Lollo e Balbo (stagione 2), interpretati rispettivamente da Michele Capuano e Gabriele Santolin. Altri due bulli di quinta nonché amici di Ernesto Poggi.
- Fragoroso (stagione 2), interpretato da Riccardo Morgante. È un amico di Manuel che aiuterà lui e Anita nel trasferimento a casa di Dante. Ha lo strano vizio di alzare troppo la voce mentre parla.
- Ardenzi (stagione 2), interpretato da Enzo Provenzano. È l'anziano titolare della libreria presso la quale lavora Anita.
- Elsa Paternò (stagione 2), interpretata da Chiara Ricci. È una dottoressa e vecchia conoscenza di Dante. Sarà lei a comunicare a quest'ultimo della sua malformazione arterio-venosa.
- Sonia Ruffini (stagione 2), interpretata da Clio Cipolletta. È l'assistente sociale che si occupa della figlia di Nina.
- Palommo (stagione 2), interpretato da Simone Borrelli. È il fidato cugino di Molosso che Mimmo farà arrestare.
- Irene Alessi (stagione 3), interpretata da Nicole Grimaudo. È la nuova preside della scuola.

## Differenze conMerlí
Pur essendo parzialmente ispirato alla serie catalana Merlí, Un Professore presenta diverse differenze rispetto all'originale:
- In Merlí, Pol vive con il padre e il fratello Oscar a casa della nonna. Manuel, controparte italiana di Pol, vive con la madre Anita, mentre la madre di Pol è deceduta prima dell'inizio della serie.
- Nella versione italiana, Anita e Dante intraprendono una relazione sentimentale, mentre tale dinamica non è presente in Merlí. Di conseguenza, nella serie originale non esiste una parentesi in cui Pol si trasferisce a casa di Merlí, cosa che accade con Manuel e Anita che si trasferiscono a casa di Dante.
- Nel finale di Merlí, tramite un salto temporale, viene rivelato che Pol e Bruno si sposeranno. In Un Professore, il rapporto tra Simone (controparte italiana di Bruno) e Manuel si sviluppa come un'amicizia fraterna, caratterizzata da sostegno reciproco.[6][7]
- In Merlí, Pol esplora la sua bisessualità, un aspetto che non è rappresentato con la controparte italiana Manuel ma che viene invece accennato con Mimmo.
- Anche in Merlí esiste un personaggio di nome Nicola, ma mentre in Un Professore è una vecchia fiamma di Anita e padre di Manuel, nella serie originale è il ragazzo italiano che Bruno conosce durante una vacanza e con cui andrà a convivere in Italia per un periodo.
- Nella serie catalana, Pol e Bruno si separano temporaneamente a causa della partenza di Bruno per l'Italia. Nella versione italiana, sono Simone e Mimmo a separarsi, a seguito dell'ingresso di Mimmo nel programma di protezione testimoni.
- I personaggi di Luna e Laura sono ispirati in parte a Tania Illa, la migliore amica di Bruno. In Un Professore, la personalità e l'aspetto fisico di Tania sono affidati a Luna, mentre l'amicizia con Simone (una relazione che precede il coming out di quest'ultimo) viene rappresentata tramite Laura. Come Tania, Luna è innamorata di Matteo, il personaggio ispirato a Marc Vilaseca.
- Il triangolo amoroso tra Aureliano, Monica e Giulio è più sviluppato in Merlí attraverso i personaggi di Gerard, Monica e Joan. Quest'ultimo condivide la situazione familiare di Giulio, anche se le sue azioni corrispondono a quelle di Aureliano, in quanto sarà lui a frapporsi tra Monica e Gerard, e a intraprendere una relazione con Monica, proprio come Giulio. Di contro, Gerard è figlio di Gina, una rappresentante dei genitori con cui Merlí ha una relazione, analogamente a Dante con Cecilia, la madre di Aureliano. A differenza di Dante, la cui breve relazione con Cecilia è presente solo nella prima stagione. In Un Professore, tutti questi personaggi, Cecilia inclusa, escono di scena dopo la prima stagione, mentre sono presenti durante l'intera serie originale.
- Pin, un ragazzo che soffre di agorafobia in seguito al bullismo subito, è ispirato a Ivan. A differenza di Ivan, che appare in tutta la serie, Pin è presente solo nella prima stagione.
- Chicca cambia scuola alla fine della prima stagione per perseguire il suo talento artistico. Ciò non accade alla sua controparte catalana, Berta. Inoltre, Berta finge una gravidanza quando viene lasciata da Pol, mentre nel remake è Laura a fare lo stesso quando viene lasciata da Simone, che però è la controparte di Bruno, non di Pol.
- Nina è ispirata al personaggio di Oksana. Tuttavia, a differenza di Nina, che perde la custodia della figlia Lilli, Oksana cresce il figlio Nil insieme ai propri genitori. Inoltre, mentre Nina intraprende una relazione con Manuel, Oksana si fidanza con Oscar, il fratello di Pol.

## Produzione
La serie è prodotta da Rai Fiction in collaborazione con Banijay Studios Italy.
Le riprese della prima stagione sono state effettuate a Roma: alcune scene sono state girate a Civitavecchia presso lo stabilimento balneare Grotta Aurelia e presso il villaggio del fanciullo. Alcune scene sono state girate all'interno del Museo di Anatomia comparata "Giovanni Battista Grassi" dell'Università degli Studi di Roma "La Sapienza". Gli interni della scuola sono stati ricostruiti nel Teatro 2 degli studi Videa.
Dopo il grande successo della prima stagione, la serie è stata rinnovata per una seconda stagione.
Le riprese della seconda stagione sono iniziate a febbraio 2023 e si sono concluse a luglio dello stesso anno sempre a Roma. Gran parte delle riprese è stata girata nel rione Monti. La scuola dove insegna Dante è il Liceo Leonardo Da Vinci, mentre la libreria in cui lavora Anita è la Libreria Panisperna 220.
Il 22 dicembre 2023 la serie viene rinnovata per una terza stagione, le cui riprese hanno preso il via il 24 febbraio 2025 per poi terminare a fine luglio. È stato inoltre annunciato che Nicole Grimaudo, Dario Aita, Filippo Brogi, Tommaso Donadoni e Rita Castaldo sono entrati a far parte del cast della terza stagione.

## Distribuzione
La serie va in onda in prima serata su Rai 1 dall'11 novembre 2021: la prima stagione è stata trasmessa dall'11 novembre al 16 dicembre 2021, mentre la seconda stagione è stata trasmessa dal 23 novembre al 21 dicembre 2023. È stato dichiarato che la terza stagione andrà in onda nel 2025.

## Colonna sonora
La sigla della serie è il brano Spazio tempo, cantato da Francesco Gabbani. Nella seconda stagione il brano Dammi un bacio ja' di Leo Gassmann entra a far parte della colonna sonora.

## Riconoscimenti
- Nastri d'argento - Grandi Serie
  - 2022 – Nastro d'argento speciale a Alessandro Gassmann[28]
  - 2024 – Miglior serie TV - Dramedy
  - 2024 – Candidatura alla miglior attrice protagonista a Claudia Pandolfi
  - 2024 – Candidatura al miglior attore protagonista a Thomas Trabacchi
- Ciak d'oro Serie Tv - 2024
  - Migliore performance per il pubblico under 30 a Nicolas Maupas[29]
  - Candidatura alla migliore performance per il pubblico under 30 a Domenico Cuomo
  - Candidatura alla migliore performance per il pubblico under 30 a Margherita Aresti
  - Candidatura al migliore attore italiano a Alessandro Gassmann
  - Candidatura al miglior serie per il pubblico under 30

### Altri premi
- 2024 – Premio Biagio Agnes alla serie nella categoria Fiction.[30]
- 2024 – Premio Adolfo Celi alla serie.[31]
- 2024 – Candidatura ai SIAE Music Awards nella categoria Miglior colonna sonora (Serie TV e Serie TV streaming)[32]